# Dallas Wings 2023
La stagione 2023 delle Dallas Wings fu la 26ª nella WNBA per la franchigia.
Le Dallas Wings arrivarono seconde nella Western Conference con un record di 22-18. Nei play-off vinsero il primo turno con le Atlanta Dream (2-0), perdendo poi la semifinale contro le Las Vegas Aces (3-0).

## Roster
| N° | Naz.                   | Ruolo | Sportivo            | Anno | Alt. | Peso |
| -- | ---------------------- | ----- | ------------------- | ---- | ---- | ---- |
| 0  | Germania (bandiera)    | A     | Satou Sabally       | 1998 | 193  | 79   |
| 1  | Stati Uniti (bandiera) | G     | Ashley Joens        | 2000 | 185  | 72   |
| 2  | Stati Uniti (bandiera) | G     | Odyssey Sims        | 1992 | 173  | 70   |
| 6  | Stati Uniti (bandiera) | A     | Natasha Howard      | 1991 | 188  | 74   |
| 7  | Stati Uniti (bandiera) | C     | Teaira McCowan      | 1996 | 201  | 108  |
| 11 | Stati Uniti (bandiera) | G     | Crystal Dangerfield | 1998 | 165  | 58   |
| 12 | Stati Uniti (bandiera) | G     | Veronica Burton     | 2000 | 175  | 70   |
| 20 | Stati Uniti (bandiera) | A     | Maddy Siegrist      | 2000 | 188  | 79   |
| 21 | Stati Uniti (bandiera) | C     | Kalani Brown        | 1997 | 201  | 111  |
| 23 | Stati Uniti (bandiera) | GA    | Jasmine Dickey      | 2000 | 175  | 67   |
| 24 | Stati Uniti (bandiera) | G     | Arike Ogunbowale    | 1997 | 173  | 75   |
| 28 | Finlandia (bandiera)   | AC    | Awak Kuier          | 2001 | 193  | 76   |

## Staff tecnico
- Allenatore: Latricia Trammell
- Vice-allenatori: Brandi Poole, April Schilling, Courtney Paris
- Preparatore atletico: Branay Hicks